# تيست درايف أوف-رود 2
تيست درايف أوف-رود 2 (بالإنجليزية: Test Drive Off-Road 2)‏ ، وتسمى في النسخة الأوروبية تيست درايف 4×4 (Test Drive 4X4) ، وهي لعبة فيديو من نوع سباق السيارات ، أنتجت عام 1998م ، وتعمل على نظامي بلاي ستيشن و مايكروسوفت ويندوز ، وتتوفر 10 سيارات رياضية مرخصة ، ومن بينها مركبة هامفي.

## وصلات خارجية
- Accolade page
- Infogrames page: PlayStation, Windows